# Nor Charberd
Nor Charberd – wieś w Armenii, w prowincji Ararat. W 2011 roku liczyła 7366 mieszkańców.